# Counting the Ways
Counting the Ways è un'opera teatrale del drammaturgo statunitense Edward Albee, debuttata a Londra nel 1976.

## Trama
In una serie di sketches, Lui e Lei - una coppia sposata da molto tempo e consapevole di essere cambiata - esplorano la loro relazione e così si succedono scene divertenti, tenere e a tratti brutali.

## Produzioni
Bill Byden ha diretto la prima produzione della piece, debuttata al Royal National Theatre il 2 dicembre 1976. Beryl Reid interpretava Lei, Michael Gough recitava nel ruolo di Lui.
Il debutto americano ebbe luogo ad Hartford il 28 gennaio 1977, con la regia di Albee. La prima newyorchese avvenne al Signature Theatre Company il 5 novembre 1993.